# Cantonul Pierrefontaine-les-Varans
Cantonul Pierrefontaine-les-Varans este un canton din arondismentul Pontarlier, departamentul Doubs, regiunea Franche-Comté, Franța.

## Comune
- Consolation-Maisonnettes
- Domprel
- Flangebouche
- Fournets-Luisans
- Fuans
- Germéfontaine
- Grandfontaine-sur-Creuse
- Guyans-Vennes
- Landresse
- Laviron
- Loray
- Orchamps-Vennes
- Ouvans
- Pierrefontaine-les-Varans (reședință)
- Plaimbois-Vennes
- La Sommette
- Vellerot-lès-Vercel
- Vennes
- Villers-Chief
- Villers-la-Combe